# Tha Doggfather
A Tha Doggfather az amerikai Snoop Dogg rapper nagylemeze, ami 1996-ban jelent meg.

## Az album dalai
| #   | Cím                                                             | Szerző(k)                                                                       | Producer(ek)                  | Hossz |
| --- | --------------------------------------------------------------- | ------------------------------------------------------------------------------- | ----------------------------- | ----- |
| 1.  | Intro                                                           |                                                                                 |                               | 0:46  |
| 2.  | Doggfather (featuring Charlie Wilson)                           | C. Broadus, D. Arnaud                                                           | Dat Nigga Daz                 | 3:57  |
| 3.  | Ride 4 Me (Interlude)                                           | C. Broadus, R. Aiken, T. Crum, K. Harrison, R. Neal Jr., R. Parker, C. Satchell |                               | 1:01  |
| 4.  | Up Jump tha Boogie (Charlie Wilson és Teena Marie)              |                                                                                 | DJ Pooh                       | 4:43  |
| 5.  | Freestyle Conversation                                          | C. Broadus                                                                      | Soopafly                      | 4:17  |
| 6.  | When I Grow Up (Interlude)                                      | C. Broadus                                                                      |                               | 0:37  |
| 7.  | Snoop Bounce (Charlie Wilson)                                   | C. Broadus, M. Jordan, R. Troutman                                              | DJ Pooh                       | 4:03  |
| 8.  | Gold Rush (Kurupt tha Kingpin és LBC Crew)                      | C. Broadus, R. Brown, J. Stamps, D. K. Williams, R. Vanterpool, R. Wheeler      | Arkim & Flair                 | 4:52  |
| 9.  | (Tear 'Em Off) Me and My Doggz                                  | C. Broadus, D. K. Williams, L.T. Hutton                                         | L.T. Hutton                   | 3:31  |
| 10. | You Thought (Soopafly és Too Short)                             | C. Broadus, P. Brooks, T. Shaw                                                  | Soopafly                      | 4:44  |
| 11. | Vapors                                                          | A. Hardy, M. Hall, M. Williams                                                  | DJ Pooh                       | 4:21  |
| 12. | Groupie (tha Dogg Pound, Nate Dogg, Warren G és Charlie Wilson) | D. Arnaud, R. Brown, N. Hale                                                    | Dat Nigga Daz                 | 5:06  |
| 13. | 2001 (Bad Azz, Kurupt tha Kingpin és Threat)                    | J. Stamps, R. Brown, C. Lloyd, M. Jordan                                        | DJ Pooh                       | 3:32  |
| 14. | Sixx Minutes                                                    | C. Broadus, R. Vanterpool, R. Wheeler, D. Davis, R. Walters                     | Arkim & Flair                 | 4:40  |
| 15. | (O.J.) Wake Up (Tray Dee)                                       | C. Broadus, T. Davis, L.T. Hutton, J. Simmons, D. McDaniels, L. Smith           | Snoop Doggy Dogg, L.T. Hutton | 4:43  |
| 16. | Snoop's Upside Ya Head (Charlie Wilson)                         | C. Broadus, L. Simmons, R. Taylor, R. Wilson, C. Wilson                         | DJ Pooh                       | 4:30  |
| 17. | Blueberry (tha Dogg Pound és LBC Crew)                          | D. Arnaud, R. Brown, J. Stamps, D. K. Williams, J. Paquette, S. Anderson        | Sam Sneed                     | 4:15  |
| 18. | Traffic Jam (Interlude)                                         | R. Harris                                                                       |                               | 0:34  |
| 19. | Doggyland                                                       | C. Broadus, V. Young, M. Jordan, A. Mizell, B. Gordy, F. Perren, D. Richards    | DJ Pooh                       | 4:39  |
| 20. | Downtown Assassins (Dat Nigga Daz és Tray Dee)                  | D. Arnaud, T. Davis                                                             | Dat Nigga Daz                 | 4:22  |
| 21. | Outro (2Pac)                                                    |                                                                                 |                               | 0:42  |